# Морозова Людмила Миколаївна
Морозова Людмила Миколаївна (6 липня 1907, Київ — 1 березня 1997, Гантер, штат Нью-Йорк, США, згідно із заповітом похована 12 березня 1997 в Києві на Берковецькому кладовищі) — українська художниця, членкиня Об'єднання митців-українців в Америці, меценатка, представниця української діаспори в США.

## Життєпис
Людмила Морозова народилась у Києві 6 липня 1907 року. Мати майбутньої художниці, Тетяна Євгенівна Морозова, працювала вчителькою, згодом — інспекторкою жіночих шкіл Києва. Про батька мисткиня згадувала рідко — він був адвокатом, працював в уряді гетьмана Павла Скоропадського, але після повалення останнього у грудні 1918 року виїхав за кордон.
Дівчинка з дитинства мріяла стати художницею. Як сама пізніше згадувала, «з 14 років відчула своє призначення і почала вже тільки малювати. Перше зробила копію автопортрета коханого мого Рафаеля й свій автопортрет. Першою моєю вчителькою була відома малярка — Ганна Крюгер-Прахова»,  яка мала чудову фахову освіту — закінчила рисувальну школу Миколи Мурашка, Академію Делеклюза у Парижі, Петербурзьку академію мистецтв.
Людмила Морозова навчалася в Першій приватній жіночій гімназії О. Дучинської,  де історію в той час викладала Наталія Дмитрівна Полонська, яка згодом стане видатної українською науковицею, першою жінкою приват-доцентом Університету святого Володимира у Києві. Саме від неї Людмила перейняла любов до минувшини, зацікавилася історією та культурою Стародавньої Греції. Зі своєю вчителькою Людмила підтримувала зв’язок усе життя: листувалася, допомагала матеріально, коли та останні роки жила у будинку для літніх людей у Німеччині.
Фахову мистецьку освіту майбутня художниця почала здобувати спочатку в художньо-індустріальній профшколі (1925—1927 рр.), де рисунок і народний орнамент у неї викладав Василь Васильович Кричевський. Потім  навчалася у Київському художньому інституті (нині Національна академія образотворчого мистецтва і архітектури) у майстерні професора Федора Григоровича Кричевського, який мав незаперечний вплив на формування стилю і творчої особистості молодої художниці. Кричевський створив портрет Людмили Морозової, доля якого була драматичною — після смерті художника картину було викуплено у вдови з персональної виставки Ф. Кричевського, яка проходила у Москві. Портрет потрапив до збірки Третьяковської галереї. Людмила Морозова дуже сумувала з цього приводу, навіть мала намір зібрати кошти, щоб викупити картину і повернути її в Україну.
Молода художниця працювала у різних жанрах: портрет, краєвиди, натюрморт. Крім малярства, Людмила Морозова цікавилася давніми пам’ятками мистецтва, разом з групою відомого історика архітектури Іполита Владиславовича Моргілевського досліджувала київську архітектуру, малювала Михайлівський Золотоверхий, Софійський та Успенський собори, Трьохсвятительську й Андріївську церкви («Собор Св. Софії взимку», «Собор Св. Софії з Богданом», «Св. Софія з балкона Стрілецької вулиці», «Св. Андрій весною», «Св. Андрій з Подолу» тощо).
В липні-листопаді 1932 року Людмила Морозова разом із відомим українським археологом та мистецтвознавцем Миколою Омеляновичем Макаренком та його дружиною Анастасією Сергіївною Федоровою працювала художником в археологічній експедиції, яка проводилася в Маріуполі, брала участь у розкопках.
У 1936 році Людмила Морозова стала учасницею складної експедиції до Сванетії (гірська частина Грузії), яку очолив професор І. В. Моргілевський. Вона була першою українкою, однією з перших жінок-іноземок, які побували у цій таємничій країні. Завдяки картинам художниці світ зміг побачити чудові архітектурні скарби й мальовничі краєвиди землі сванів.
Часто відвідувала Полтавщину, якій присвятила низку творів («Село Яреськи», «Сутінки на Пслі»).  Після створення великого полотна «Полтава» на Л. Морозову звернули увагу в мистецьких колах. У 1936 році вона вперше взяла участь у виставці українських митців з картиною «Дівчина і гуси». Наступного, 1937 року на виставці «Квітуча Україна» експонувалися вже два краєвиди малярки.
У 1930-х роках художниця стала свідком нищення київських храмів. Разом зі своїми вчителями І. В. Моргілевським та М. О. Макаренком Людмила Морозова виступила на захист Михайлівського Золотоверхого монастиря. Вчені намагалися зберегти хоча б мистецькі деталі інтер’єру: ікони, фрески, мозаїки. Серед тих, хто цим опікувався, були Іполит Моргилевський і Людмила Морозова. Вціліли унікальні світлини, зроблені на даху Михайлівського Золотоверхого собору в той час, коли вони робили докладне обстеження пам’ятки архітектури, приреченої на загибель.
Художниця чудом залишилася на волі у роки сталінських репресій. Згодом вона писала: «Життя особисте мала трагічне. Ми, зустрічаючись з близькими людьми, кожного разу прощались, бо могли завтра вже не побачитися. …Не можу не плакати, коли згадую, що мої друзі вмирали, а я їх не могла врятувати…».
Тяжким випробуванням стала Друга світова війна та німецька окупація Києва. На життя заробляла малюванням: «Мене й мою родину, несподівано, в час війни, рятувало малярство. Я майже кожного дня продавала краєвиди або квіти. За одну картину моя мама діставала маленьку пляшку молока, кілька бараболь й один часник. Хліба ми не мали». У серпні 1943 року разом із матір'ю вона залишила Київ і переїхала Львова, згодом — до Німеччини. Під час бомбардування Дрездена художниця втратила понад сто своїх картин довоєнного періоду.
П’ять років перебувала в американських таборах для переміщених осіб Ашафенбурга, Франкфурта-на-Майні та Берхтесгадена, але навіть в таких важких умовах продовжувала працювати творчо.  На початку 1948 року у таборі Ашафенбурга пройшла курс навчання в технічній школі, отримала спеціальність художника з комерційної плакатної та рекламної справи.
Мати художниці не дожила, щоб поїхати з донькою до Америки, померла 31 грудня 1950 року. Після її смерті Людмила Морозова отримала дозвіл на виїзд до США.
З 1951 року художниця жила в Нью-Йорку. 1962 року придбала будиночок у містечку Гантері — за 130 кілометрів від Нью-Йорку, де і мешкала сама до останніх днів, бо сім’ї не мала. Будинок був своєрідною галереєю, де його власниця влаштовувала персональні виставки своїх творів. Мистецький спадок художниці був величезним: у 1985 р. тільки в її будинку, всі стіни якого були завішані картинами, зберігалося від 500 до 600 картин.
Творча доля Морозової склалася в Америці доволі успішно. З 1952 по 1974 рік вона викладала малярство в мистецькій школі, брала активну участь у всіх групових виставках Об'єднання митців-українців в Америці. 1956 року в Українському літературно-мистецькому клубі Нью-Йорку відбулася перша виставка Людмили Морозової спільно зі скульптором Сергієм Литвиненком, на якіій було представлено 122 роботи художниці.
Мисткиня здійснила свою дитячу мрію — кілька разів побувала у Греції, присвятила цій країни багато картин, малювала античні архітектурні пам’ятки, собори, міські та морські краєвиди («Містра», «Парфенон», «Ліндос» та інш.) Сорок кращих робіт подарувала Елладі у фонд відбудови храму, зруйнованого землетрусом.
Художниця піклувалася про знайомих киян, які жили в еміграції (Н. Полонська-Василенко, А. Грабовецький), через відомого піаніста С. Ріхтера надавала матеріальну допомогу гімназійним приятелькам, які повернулися в Київ після заслання. Понад 10 років листувалася і надсилала дарунки сліпому Гаю (Георгію) Репіну — внукові Іллі Репіна, — що лишився самотнім і був прикутий до шпитального ліжка в Регенсбурзі.
Людмила Морозова врятувала і все життя зберігала дві ікони з іконостасу Михайлівського собору. Вона мріяла побачити цей храм відновленим. У листі до студентів Української академії мистецтв художниця писала: «Дорогі й рідні студенти! Ви є щасливі і я щаслива із вами! Мистці не старіють і я душею із вами в дорогому Києві, де буде відбудовано св. Михайлівський собор і церква Успіння в Лаврі. Наше покоління мусить це зробити…».
Художниця створила фонд по збиранню коштів на відбудову Михайлівського Золотоверхого собору в Києві. У Гантері часто проводилися благодійні художні виставки, зокрема й творів самої мисткині, проходили концерти в Українському культурному центрі.
В останні роки життя Людмила Морозова важко хворіла, перенесла операцію на очах. 1 березня 1997 року, за кілька місяців до 90-літнього ювілею, вона померла.
Художниця все життя мріяла повернутися до рідного Києва і заповіла, щоб її поховали на Батьківщині. Останню волю мисткині виконав громадський діяч українського походження Мар’ян Коць. Нині прах  Людмили Морозової покоїться на київському міському цвинтарі Берківці.
Твори Людмили Морозової зберігаються у державних та приватних збірках і галереях Німеччини, Австралії, Великої Британії, Канади, США, Греції. Мисткиня безкоштовно передала Україні понад 150 своїх робіт, цінну колекцію порцеляни й величезний архів. Зокрема, унікальна добірка творів художниці представлена в постійній експозиції Музею української діаспори у Києві.

## Творчість
Людмилу Морозову вважали однією з найкращих представниць школи українського імпресіонізму. В її творчості як художниці було кілька етапів (періодів), які вона сама вирізняла. Перший, український, тривав до 1943 року. Потім вона жила і працювала у Німеччині, з 1951 року мешкала у США. Художниця не раз подорожувала різними країнами, де створювала нові цикли своїх картин. Багато працювала на пленері, часто зверталася до теми культових споруд, пам'яток давньоруської архітектури, античного будівництва. Основні жанри картин: портрет, автопортрет, краєвид, архітектурний пейзаж, натюрморт.

## Вшанування пам'яті
Прізвище художниці золотими літерами викарбуване на мармуровій дошці біля головного входу до Михайлівського Золотоверхого собору серед імен тих, хто допоміг відновити славетну київську святиню.